# Großmeister (Orden)
Großmeister ist der Titel des Ordensmeisters der meisten Ritter-, Verdienst- oder Freimaurerorden. Im Deutschen Orden heißt das entsprechende Amt Hochmeister, im Johanniterorden und Schwertbrüderorden Herrenmeister. 

## Geistliche Ritterorden
Der Großmeister eines geistlichen Ritterordens wird in der Regel vom Generalkapitel des Ordens gewählt. Aufgrund der Ordensregel verpflichten sich die Mitglieder in allen Belangen zu absolutem Gehorsam gegenüber ihrem Großmeister. Trotz seiner Vorrangstellung ist seine Macht durch das Ordenskapitel eingeschränkt. Er hat somit nicht die Möglichkeit, die Statuten eigenmächtig abzuändern, um seinen Einfluss zu stärken.
Einige geistliche Ritterorden, wie die spanischen und portugiesischen Ritterorden nach Ende der Reconquista wurden im 15./16. Jahrhundert dem jeweiligen König unterstellt, der die Großmeisterwürde erhielt und fortan vererbte. Die portugiesischen Ritterorden von Avis, Christi und des heiligen Jakob vom Schwert wurden 1789 in weltliche Ritterorden und 1834 in staatliche Verdienstorden umgewandelt.
Der Lazarus-Orden wurde 1572 den Herzögen von Savoyen als erblichen Großmeister unterstellt und mit dem Mauritius-Orden vereint, der französische Zweig unterstellte sich dem Großmeister des Ordens unserer lieben Frau vom Berge Karmel.

### Malteserorden
Der Großmeister des Malteserordens wird seit etwa 1100 vom Generalkapitel auf Lebenszeit gewählt, seit dem 4. Mai 2023 ist Fra’ John Dunlap Großmeister.

### Ritterorden vom Heiligen Grab zu Jerusalem
Der Ritterorden vom Heiligen Grab zu Jerusalem wurde 1847 gegründet. Zunächst war er direkt dem Patriarchen von Jerusalem unterstellt. Einige Päpste haben sodann persönlich den Orden geleitet, ehe ab 1949 ein Kurienkardinal als Kardinal-Großmeister des Ordens etabliert wurde. Derzeitiger Großmeister des Ordens ist Fernando Kardinal Filoni. 

## Weltliche Ritterorden

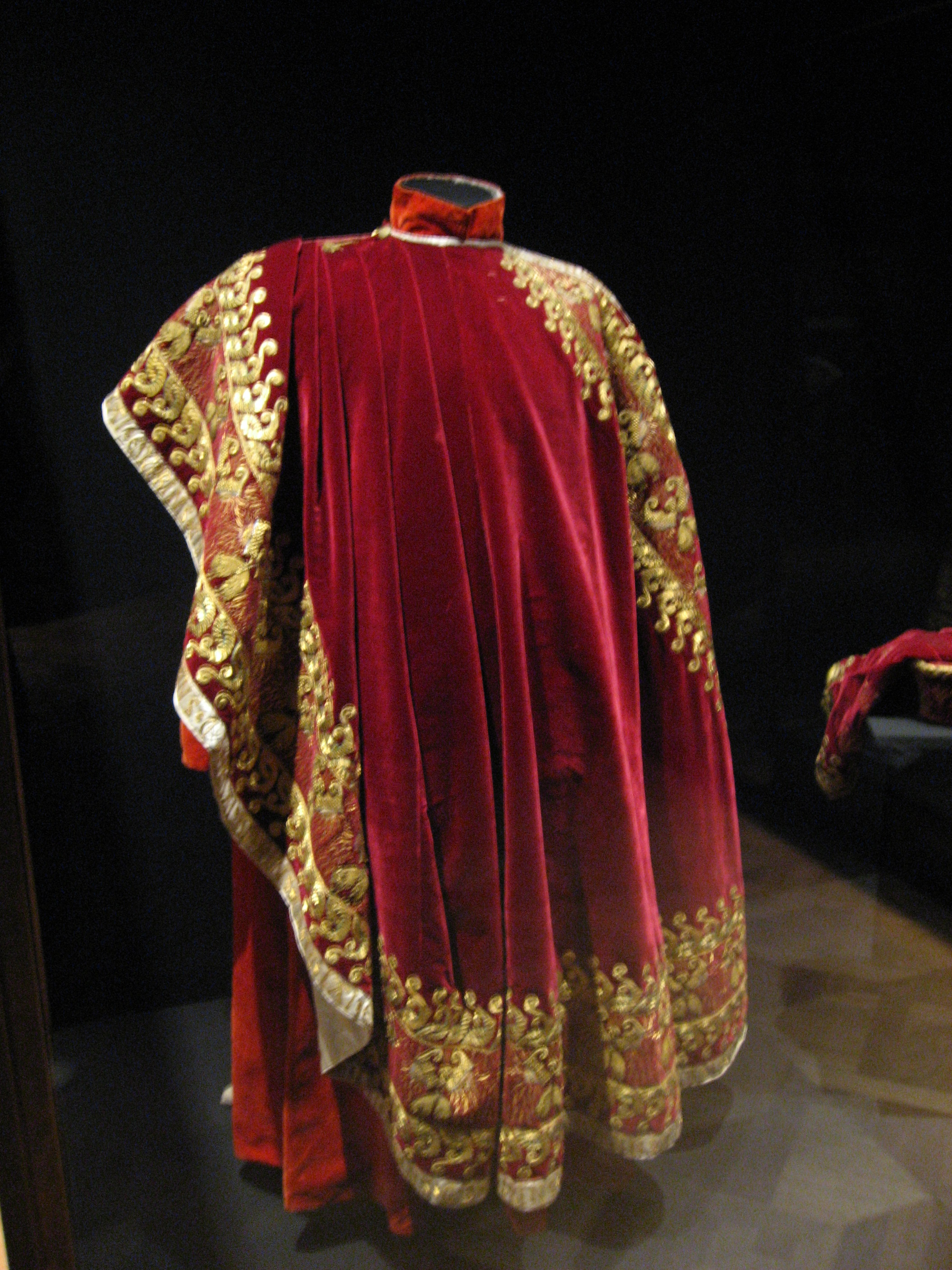
Zeremonienmantel des Großmeisters des Ordens vom Goldenen Vlies in der Wiener Schatzkammer

Von den geistlichen Ritterorden sind die weltlichen Hausorden zu unterscheiden, die von verschiedenen europäischen Königen und Fürsten zur Stärkung ihrer eigenen Hausmacht und später als Auszeichnung gestiftet wurden. Großmeister dieser Orden war in der Regel der regierende Monarch, der die Großmeisterwürde vererbte.
Bei Nachfolgekonflikten können sich auch Ritterorden in verschiedene Zweige unter je einem Großmeister spalten. So gibt es seit dem spanischen Erbfolgekrieg zwei Großmeister des Ordens vom Goldenen Vlies, der 1430 von Philipp dem Guten, Herzog von Burgund, gestiftet wurde. Nach dem Aussterben der burgundischen Herzöge 1477 ging der Orden auf die spanische Linie der Habsburger über. Als im Jahr 1700 der letzte spanische König aus dem Hause Habsburg starb, teilte sich der Orden in zwei Linien auf. Sowohl der spanische, der Zweig der Bourbonen, als auch der österreichische Familienzweig der Habsburger existieren noch heute. Heutige Großmeister sind König Felipe VI. für die spanische und Karl Habsburg-Lothringen für die österreichische Linie.
Die britischen Ritterorden haben den Monarchen als Souverän, den in einigen Fällen ein gesonderter Großmeister vertritt (Order of the Bath, Order of St Michael and St George, Royal Victorian Order, Order of the British Empire).
Adlige Damenorden haben in der Regel die Gattin oder eine Verwandte des Chefs des Hauses als Großmeisterin, wenn dieser ein Mann ist.

## Verdienstorden
Da Verdienstorden aus Ritterorden entstanden, haben sie oftmals einen Großmeister als Oberhaupt. Hierbei handelt es sich meistens um das Staatsoberhaupt, bspw. im Fall des Verdienstordens der Bundesrepublik Deutschland um den Bundespräsidenten. Verdienstorden sind heute meist reine Ehrenzeichen, die die als Auszeichnung für besondere Verdienste verstandene Aufnahme in eine (oft nur theoretisch oder symbolisch existierende) ordensähnliche, hierarchisch strukturierte Gemeinschaft beinhalten.

## Freimaurer und Rosenkreuzer
Vorsitzende von Großlogen der Freimaurer und Rosenkreuzer werden ebenfalls als Großmeister bezeichnet.
In deutschsprachigen Ländern bezeichnen sich heute ausschließlich religiöse oder esoterisch orientierte Großlogen der Freimaurer als Freimaurerorden.